# Durrasläktet
Durrasläktet (Sorghum) är ett släkte i familjen gräs. Släktet beskrevs av den tyske botanikern Conrad Moench 1794.

## Historia
De flesta odlade varianterna av durror härstammar från Afrika, där de växer på savannen. Under forntiden[när?] odlades durror också i Indien. Under den muslimska jordbruksrevolutionen planterades durror omfattande i delar av Mellanöstern, Nordafrika och Europa.
Skrifter från 900-talet tyder på att det fanns omfattande odlingar med durror i Irak och att de blev huvudföda i Kerman i det persiska riket. Durror odlades även i de östra delarna av den muslimska världen, Egypten och senare i Al-Andalus (det muslimska Spanien). Under 1300-talet fördes de vidare från Al-Andalus och infördes i det kristna Spanien och vidare till Frankrike. I den muslimska världen odlades durror vanligtvis på områden som antingen var för torra, eller för fuktiga för att odla några andra grödor.
Under början av 1800-talet introducerade afrikanska slavar durror i Nordamerika.
Medeltida islamska texter vittnar även om medicinsk användning av durror.

## Odling och användning
Arter i durrasläktet kan användas till matlagning, som foder, eller vid alkoholtillverkning. De flesta arterna tål både torka och hetta. Durror är viktiga grödor i Afrika, Centralamerika och Sydasien. Sammantaget är durror den femte viktigaste grödan i världen.
I stora delar av den muslimska världen används durrafrön vid matlagning för att göra couscous, gröt, soppor, bröd och tårtor. Fröna och stjälkarna används även som djurfoder. Vissa durror har även använts till stängsel, korgar, penslar och kvastar. Stjälkar har även använts som bränsle.
Durra kan jäsas för produktion av alkoholhaltiga drycker som den kinesiska spriten baijiu.
Vissa arter kan innehålla vätecyanid, dimetyltyramin. Under plantans tidiga utvecklingsstadier kan de innehålla dödligt höga halter av nitrater. Stressade plantor kan även innehålla giftiga halter av cyanid, även under senare steg i utvecklingen.

## Bildgalleri

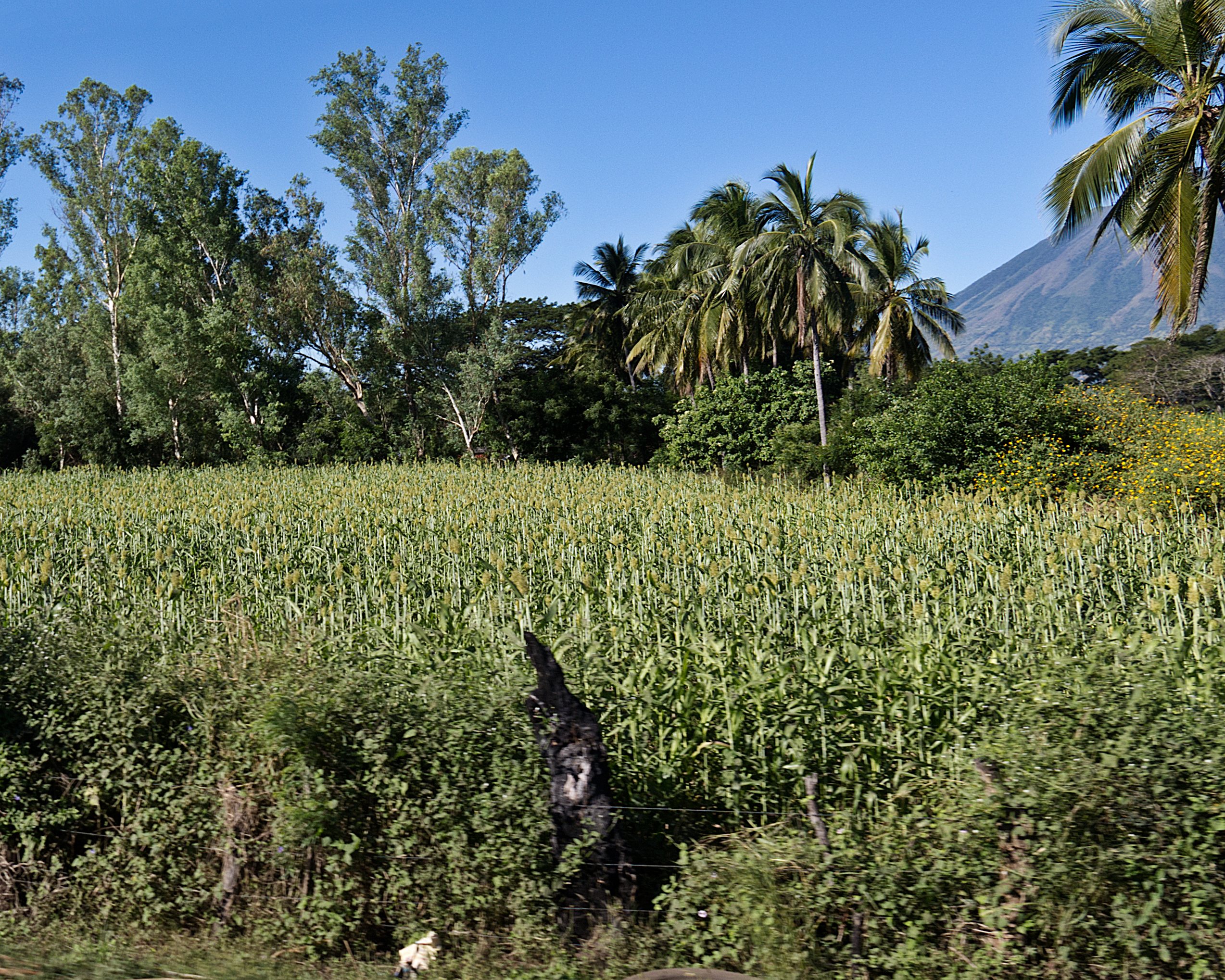

## Dottertaxa till Durrasläktet, i alfabetisk ordning[1]
- Sorghum almum
- Sorghum amplum
- Sorghum angustum
- Sorghum arundinaceum
- Sorghum bicolor (Durra)
- Sorghum brachypodum
- Sorghum bulbosum
- Sorghum burmahicum
- Sorghum controversum
- Sorghum drummondii
- Sorghum ecarinatum
- Sorghum exstans
- Sorghum grande
- Sorghum halepense (Ogräsdurra)
- Sorghum interjectum
- Sorghum intrans
- Sorghum laxiflorum
- Sorghum leiocladum
- Sorghum macrospermum
- Sorghum matarankense
- Sorghum miliaceum
- Sorghum nigrum
- Sorghum nitidum
- Sorghum plumosum
- Sorghum propinquum
- Sorghum purpureosericeum
- Sorghum stipoideum
- Sorghum timorense
- Sorghum trichocladum
- Sorghum versicolor
- Sorghum virgatum
- Sorghum vulgare

## Hybrider
- Sorghum ×almum
- Sorghum ×drummondii